# Apstar 7
O Apstar 7 é um satélite de comunicação geoestacionário chinês que foi construído pela Thales Alenia Space, ele está localizado na posição orbital de 76,5 graus de longitude leste e é operado pela APT Satellite Holdings Limited. O satélite foi baseado na plataforma Spacebus-4000C2 e sua expectativa de vida útil é de 15 anos.

## Lançamento
O satélite foi lançado com sucesso ao espaço no dia 31 de março de 2012, por meio de um veiculo Longa Marcha 3B/G2 lançado a partir do Centro Espacial de Xichang, na China. Ele tinha uma massa de lançamento de 5 054 kg.

## Capacidade e cobertura
O Apstar 7 é equipado com 28 transponders em banda C e 28 em banda Ku ativos para fornecer transmissão fiável e serviços de telecomunicações na região Ásia-Pacífico, África, Oriente Médio e parte da Europa.